# Ilfis
Die Ilfis (im einheimischen Dialekt: [(d̥) ˈʏu̯fiz̥/ˈɪu̯fiz̥]) ist ein rund 25 Kilometer langer Nebenfluss der Emme im oberen Entlebuch und im oberen Emmental.

## Namen
Die ältesten Belege des Namens stammen aus dem Jahr 1337 (Büelgůt ... in Rosverrich zủr Ilvis; Johannis zủr Ilvis) und beziehen sich entweder auf die Ortschaft Ilfis bei Langnau oder auf die Höfe Enedilfis in der Gemeinde Escholzmatt-Marbach. Als Gewässername erscheint Ilfis ab 1371 ([cop. 1531] Da der kennell In die Ilvis gatt unnd uber Iluis Inn den müllibach ... dem kennel bach wider hin ab In die Iluis; [cop.] und ir recht anfachent, da der Kenelbach in die Ilfis gat und über Ilfis in den Mülibach ... und den Kenelbach wider hinab in die Ilfis).
Die Herkunft des Namens ist nicht ganz gesichert. Er könnte auf eine Ableitung *Elvis(i)ā zur gallischen Farbwurzel *elvo- ‚braun, gelb‘ zurückgehen, die wohl auf die Gelbtönung des Wassers hinwiese. Mit diesem Namen in Verbindung steht offenbar auch die Bezeichnung Hilfern.

## Geographie

### Verlauf
Die Ilfis entspringt unterhalb des Hängst auf einer Höhe von 1532 m ü. M. am westlichen Abhang der Schrattenfluh und fliesst von dort nordwärts ab.
Die Karstlandschaft im Quellgebiet ist im Bundesinventar der Landschaften und Naturdenkmäler von nationaler Bedeutung (BLN) aufgeführt. Beim Dorbachholtz ergiesst sie sich in die nach Westen führende Hilfere, die nach ihrer Vereinigung mit dem Schonbach wieder den Namen Ilfis trägt. Der nun zunächst wieder nach Norden laufende Fluss wendet sich bei Wiggen stärker nach Westen und bildet ab Kröschenbrunnen bis zur Einmündung des Hämelbachs die Grenze zwischen den Kantonen Luzern und Bern.
In ihrem weiteren Verlauf passiert die Ilfis Trub, Trubschachen, Bärau und Langnau im Emmental und mündet schliesslich bei Emmenmatt von rechts auf einer Höhe von 643 m ü. M. in die Emme.
Der 24,7 km lange Lauf der Ilfis endet ungefähr 889 Höhenmeter unterhalb ihrer Quelle, sie hat somit ein mittleres Sohlgefälle von etwa 36 ‰.

### Einzugsgebiet
Das 203,87 km² grosse Einzugsgebiet der Ilfis liegt in den Emmentaler Alpen und wird durch sie über die Emme, die Aare und den Rhein zur Nordsee entwässert.
Es besteht zu 49,2 % aus bestockter Fläche, zu 44,7 % aus Landwirtschaftsfläche, zu 3,9 % aus Siedlungsfläche und zu 2,2 % aus unproduktiven Flächen.
Die Flächenverteilung
Die mittlere Höhe des Einzugsgebietes beträgt 1023 m ü. M.. Die höchste Erhebung ist der Hängst mit einer Höhe von 2088 m ü. M. im Südosten des Einzugsgebietes.

### Zuflüsse
- Schwandlochgrabe (rechts), 2,2 km
- Hölzigrabe (rechts), 0,5 km
- Hilferebach (rechts), 2,6 km
- Häxeschwandgrabe (links), 1,8 km
- Buhüttegrabe (links), 1,2 km
- Schonbach (links), 7,0 km
- Rotbach (rechts), 2,2 km
- Staldegrabe (rechts), 1,3 km
- Witemoosgrabe (links), 1,5 km
- Rämisbach (rechts), 2,8 km
- Äschlisbach (rechts), 2,6 km (6,6 km mit Lombach)
- Turnhaldebach (rechts), 0,7 km
- Stierenweidgrabe (rechts), 1,7 km
- Lauelibach (rechts), 1,5 km
- Schärligbach (links), 7,3 km
- Gummegrabe (links), 3,2 km
- Rüttigrabe (links), 0,9 km
- Rappenästgrabe 2 (links), 0,5 km
- Dürrenbachgrabe (rechts), 2,8 km
- Rappenästgrabe 1 (links), 1,0 km
- Hämelbach (rechts), 4,5 km
- Hogergrabe (links), 0,2 km
- Stärenegg (links), 0,5 km
- Hagleregrabe (links), 0,4 km
- Lüfteligräbli (rechts), 0,9 km
- Steibach (links), 3,2 km
- Buechraingräbli (rechts), 0,3 km
- Kamblybach (rechts), 0,3 km
- Sagibach (rechts), 0,7 km
- Trueb (rechts), 13,8 km
- Chrümpelgrabenbach (links), 4,5 km
- Haseleegräbli (rechts), 0,9 km
- Vorders Zueloufgräbli (rechts), 0,5 km
- Bäregghöchigräbli (rechts), 0,4 km
- Ortbach (links), 2,2 km
- Teufebachgrabe (links), 2,7 km
- Ramseregrabe (links), 2,3 km
- Burspugräbe (links), 0,7 km
- Burspugräbe (links), 0,9 km
- Gohl (rechts), 11,3 km
- Hüenerbach (links), 3,0 km
- Widerberggräbli (rechts), 0,3 km
- Löffelgrabe (rechts), 1,0 km
- Nidermoosgrabe (links), 0,8 km
- Mülibach (links), 1,6 km
- Wintersitegräbli (links), 0,6 km
- Schützegrabe (rechts), 1,6 km
- Ilfisgrabe (links), 2,9 km
- Dorfberggrabe (rechts), 1,0 km
- Obere Frittebach (rechts), 7,6 km
- Ziegelhüttegrabe (rechts), 0,4 km
- Hübeligrabe (rechts), 0,5 km
- Renzegrabe (links), 0,8 km
- Renzegrabe (links), 0,7 km
- Hüselmattgräbli (rechts), 0,4 km
- Übersrütigräbli (rechts), 1,0 km

## Hydrologie
An der Mündung der Ilfis in die Emme beträgt ihre modellierte mittlere Abflussmenge (MQ) 5,94 m³/s. Ihr Abflussregimetyp ist nivo-pluvial préalpin, und ihre Abflussvariabilität beträgt 20.

## Brücken

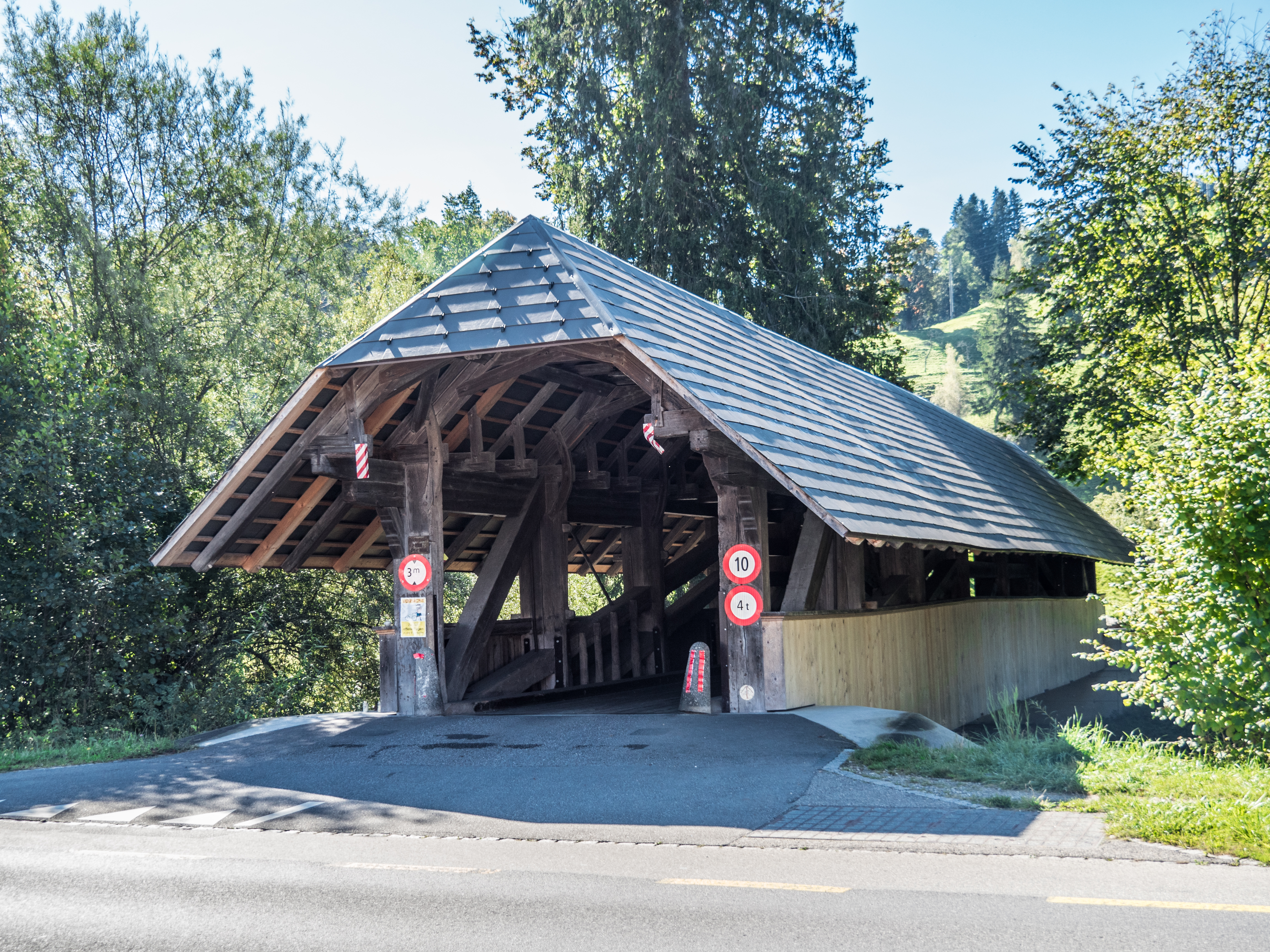
Die Ramserenbrücke von 1793 in Langnau im Emmental

Auf ihrem Weg wird sie von rund 30 Brücken überquert.